# Llista de sobrevols de la Terra
La llista de sobrevols de la Terra és una llista de casos on diverses sondes incidentalment han realitzat sobrevols de la Terra durant missions a altres cossos, sovint com a part de maniobres orbitals d'assistència gravitatòria. Les naus orbitant la Terra no s'esmenten.
| Nau espacial                                        | Nau espacial                                        | Organització               | Data                   | Tipus            | Punt més proper | Estat                                                                         | Notes | Imatge                                           | Ref       |
| --------------------------------------------------- | --------------------------------------------------- | -------------------------- | ---------------------- | ---------------- | --------------- | ----------------------------------------------------------------------------- | --- | ------------------------------------------------ | --------- |
| Giotto (primera passada)                            | Giotto (primera passada)                            | ESA                        | 2 de juliol de 1990    | sobrevol         | 22.730 km       | reeixit                                                                       | primer sobrevol de la Terra, en ruta al Cometa Grigg-Skjellerup |                                                  | [ 1 ]     |
| Galileo (primera passada)                           | Galileo (primera passada)                           | NASA                       | 8 de desembre de 1990  | sobrevol         | 301 km          | reeixit                                                                       | assistència gravitatòria en ruta cap a Júpiter, distància mínima de 960 km | Galileo                                          | [ 2 ]     |
| Sakigake (primera passada)                          | Sakigake (primera passada)                          | ISAS                       | 8 de gener de 1992     | sobrevol         | 88.790 km       | reeixit                                                                       | anteriorment va visitar el cometa Halley | Sakigake(primera passada)                        | [ 3 ]     |
| Suisei                                              | Suisei                                              | ISAS                       | 20 d'agost de 1992     | sobrevol         | error           | error                                                                         | va visitar anteriorment el cometa Halley; va esgotar l'hidrazina, s'han abandonat més sobrevols de cometes                                                                                                   | Suisei                                           | [ 4 ]     |
| Galileo (segona passada)                            | Galileo (segona passada)                            | NASA                       | 8 de desembre de 1992  | sobrevol         |                 | reeixit                                                                       | assistència gravitatòria en ruta cap a Júpiter, distància mínima de 305 km | Galileo                                          | [ 5 ]     |
| Sakigake (segona i tercera passada)                 | Sakigake (segona i tercera passada)                 | ISAS                       | 14 de juny de 1993     | sobrevol         |                 |                                                                               | | Sakigake(primera passada)                        | [ 6 ]     |
| Sakigake (segona i tercera passada)                 | Sakigake (segona i tercera passada)                 | ISAS                       | 28 d'octubre de 1994   | sobrevol         |                 | sense combustible; es va perdre el contacte de telemetria el novembre de 1995 | | Sakigake(primera passada)                        | [ 6 ]     |
| NEAR Shoemaker                                      | NEAR Shoemaker                                      | NASA                       | 23 de gener de 1998    | sobrevol         | 540 km          | reeixit                                                                       | assistència gravitatòria en ruta a Eros; aproximació més propera a 540 km | NEAR Shoemaker                                   | [ 7 ]     |
| Nozomi (primera passada)                            | Nozomi (primera passada)                            | ISAS                       | 20 de desembre de 1998 | sobrevol         | 1000 km         | èxit parcial                                                                  | assistència gravitatòria en missió programada a Mart; hi va haver un mal funcionament en una vàlvula durant el sobrevol requerint impuls extra, que més tard va obligar a buscar una trajectòria alternativa |                                                  | [ 8 ]     |
| Giotto (segona passada)                             | Giotto (segona passada)                             | ESA                        | 1 de juliol de 1999    | sobrevol         | error           | n/a                                                                           | ja desapareguda |                                                  | [ 1 ]     |
| Cassini                                             | Cassini                                             | NASA/ ESA/ ASI             | Agost del 1999         | sobrevol         |                 | reeixit                                                                       | assistència gravitatòria en ruta cap a Saturn | Cassini                                          | [ 9 ]     |
| Stardust (primera passada)                          | Stardust (primera passada)                          | NASA                       | 15 de gener de 2001    | sobrevol         | 6000 km         | reeixit                                                                       | assistència gravitatòria en el camí cap al cometa 81P/Wild | Stardust(primera passada)                        | [ 10 ]    |
| Nozomi (segona passada)                             | Nozomi (segona passada)                             | ISAS                       | Desembre de 2002       | sobrevol         | 11.000 km       | reeixit                                                                       | assistència gravitatòria en ruta a Mart |                                                  | [ 8 ]     |
| Nozomi (tercera passada)                            | Nozomi (tercera passada)                            | ISAS                       | 19 de juny de 2003     | sobrevol         | 1000 km         | reeixit                                                                       | assistència gravitatòria en ruta a Mart |                                                  | [ 8 ]     |
| Hayabusa                                            | Hayabusa                                            | ISAS                       | 19 de maig de 2004     | sobrevol         | 20.000 km       | reeixit                                                                       | en ruta a Itokawa | Hayabusa                                         | [ 11 ]    |
| Rosetta (primera passada)                           | Rosetta (primera passada)                           | ESA                        | 4 de març de 2005      | sobrevol         | 1950 km         | reeixit                                                                       | assistència gravitatòria en el camí a encontres d'asteroides i cometes | Rosetta(primera passada)                         | [ 12 ]    |
| MESSENGER                                           | MESSENGER                                           | NASA                       | 2 d'agost de 2005      | sobrevol         | 2348 km         | reeixit                                                                       | en ruta a Venus i Mercuri | MESSENGER                                        | [ 13 ]    |
| Stardust (segona passada)                           | Stardust (segona passada)                           | NASA                       | 15 de gener de 2006    | sobrevol         |                 | reeixit                                                                       | retorn de la càpsula de recull de mostres | Stardust(primera passada)                        | [ 10 ]    |
| Rosetta (segona passada)                            | Rosetta (segona passada)                            | ESA                        | 13 de novembre de 2007 | sobrevol         |                 | reeixit                                                                       | assistència gravitatòria en el camí a encontres d'asteroides i cometes |                                                  |           |
| Deep Impact (reanomenat EPOXI) (primera passada)    | Deep Impact (reanomenat EPOXI) (primera passada)    | NASA                       | 31 de desembre de 2007 | sobrevol         | 15.567          | reeixit                                                                       | anteriorment va visitar el Cometa 9P/Tempel; assistència gravitatòria en camí a l'encontre amb el cometa 103P/Hartley                                                                                        | Deep Impact (reanomenat EPOXI) (primera passada) | [ 15 ]    |
| Deep Impact (reanomenat EPOXI) (segona passada)     | Deep Impact (reanomenat EPOXI) (segona passada)     | NASA                       | Desembre de 2008       | sobrevol         | 43.450 km       | reeixit                                                                       | assistència gravitatòria | Deep Impact (reanomenat EPOXI) (primera passada) | [ 15 ]    |
| Stardust (tercera passada)                          | Stardust (tercera passada)                          | NASA                       | 14 de gener de 2009    | sobrevol         | 9200 km         | reeixit                                                                       | missió ampliada cap al cometa 9P/Tempel; distància mínima de 9200 km | Stardust(primera passada)                        | [ 10 ]    |
| Rosetta (tercera passada)                           | Rosetta (tercera passada)                           | ESA                        | 13 de novembre de 2009 | sobrevol         |                 | reeixit                                                                       | Assistència gravitatòria en el camí per a encontres amb asteroides i cometes |                                                  |           |
| Deep Impact (reanomenat a EPOXI) (tercera passada)  | Deep Impact (reanomenat a EPOXI) (tercera passada)  | NASA                       | Juny de 2009           | sobrevol distant |                 | reeixit                                                                       | | Deep Impact (reanomenat EPOXI) (primera passada) | [ 15 ]    |
| Deep Impact (reanomenat a EPOXI) (quarta passada)   | Deep Impact (reanomenat a EPOXI) (quarta passada)   | NASA                       | Desembre de 2009       | sobrevol distant |                 | reeixit                                                                       | | Deep Impact (reanomenat EPOXI) (primera passada) | [ 15 ]    |
| Deep Impact (reanomenat a EPOXI) (cinquena passada) | Deep Impact (reanomenat a EPOXI) (cinquena passada) | NASA                       | Juny de 2010           | sobrevol         | 36.900 km       | reeixit                                                                       | | Deep Impact (reanomenat EPOXI) (primera passada) | [ 15 ]    |
| Juno                                                | Juno                                                | NASA                       | 9 oct 2013             | sobrevol         | 559 km          | reeixit                                                                       | assistència gravitatòria en ruta a Júpiter | Juno                                             | 2011-040A |
| Hayabusa 2                                          | Hayabusa 2                                          | JAXA                       | 3 des 2015             | sobrevol         |                 | reeixit                                                                       | assistència gravitatòria en ruta a l'asteroide 162173 Ryugu |                                                  | 2014-076A |
| PROCYON                                             | PROCYON                                             | Universitat de Tòquio/JAXA | 3 des 2015             | sobrevol         |                 | reeixit                                                                       | es dirigia a l'asteroide 2000 DP107 però la missió va ser abandonada |                                                  | 2014-076D |
| Shin'en 2                                           | Shin'en 2                                           | Kyutech                    | 4 des 2015             | sobrevol         |                 | reeixit                                                                       | |                                                  | 2014-076B |
| OSIRIS-REx                                          | OSIRIS-REx                                          | NASA                       | 22 set 2017            | sobrevol         | 17,237 km       | reeixit                                                                       | assistència gravitatòria en ruta a l'asteroide 101955 Bennu |                                                  | 2016-055A |